# Heusden-Zolder
Heusden-Zolder (Limburgisch: Heuze-Zolder) ist eine Gemeinde in Belgien, in den Kempen der Provinz Limburg. Ihre Gesamtfläche beträgt 53,2 km². Sie hat 35.017 Einwohner (Stand 1. Januar 2024).
Zur Gemeinde gehören die Orte Heusden, Zolder, Bolderberg, Boekt, Berkenbos, Lindeman und Eversel sowie die Weiler Viversel und Voort.

## Politik

### Stadtrat
- Vooruit: 0
- Vooruit - Gr: 6
- Groen: 0
- VLD: 0
- CD&V: 21
- N-VA: 3
- VB: 2
- Sonst.: 1

Trotz absoluter Mehrheit der CD&V, wurde eine Koalition mit der NVA eingegangen. Möglicherweise um eine 2/3 Mehrheit zu haben. Zusammen kommen sie auf 24 der 33 Sitze. 
- Vooruit: 17
- Vooruit - Gr: 6
- Vooruit - VU: 9
- Groen: 1
- Groen - CDV: 6
- VLD: 13
- VU: 11
- CD&V: 45
- N-VA: 19
- VB: 15
- Sonst.: 13

- CD&V: 45
- N-VA: 19
- Vooruit: 17
- VB: 15
- VLD: 13
- Sonst.: 13
- VU: 11
- Vooruit - VU: 9
- Vooruit - Gr: 6
- Groen - CDV: 6
- Groen: 1

## Lage und Wirtschaft
Die Gemeinde liegt 12 km nördlich von Hasselt in der Kempen-Region am Limburger Revier (niederländisch Kempens steenkoolbekken). Steinkohle wird jedoch seit 1992 nicht mehr abgebaut.
Die Autobahn  /  von Brüssel nach Aachen verläuft durch die Gemeinde, ebenso der Albertkanal.
Der Tourismus stellt einen wichtigen Wirtschaftsfaktor dar. Des Weiteren sind in Heusden-Zolder viele kleine Handels- und Industriebetriebe angesiedelt.
Seit 2023 befindet sich im Ort das Sport Vlaanderen Heusden-Zolder Velodroom Limburg.

## Sehenswürdigkeiten
Im Südwesten der Gemeinde im Weiler Viversel, beim Schloss Terlaemen, befindet sich die vier Kilometer lange Autorennstrecke von Zolder (siehe Circuit Zolder). Auch Motorradrennen finden hier regelmäßig statt. 2002 fanden hier die Straßenradsport-Weltmeisterschaften statt.
Die Gemeinde ist reich an Wald- und Heidegebieten. Hier sind längere Wanderungen möglich.
Es gibt in Heusden-Zolder einige alte Kirchen und viele oft schön gelegene Kapellen. Die meisten Schlösser hier sind Privatdomänen und nicht öffentlich zugänglich. Das gilt auch für die dazugehörenden Parks.

## Töchter und Söhne der Gemeinde
- Roger Swerts (* 1942), Radrennfahrer
- Peter Balette (* 1961), Fußballtrainer und -funktionär
- Kristel Werckx (* 1969), Radrennfahrerin
- Jo Coppens (* 1990), Fußballtorwart
- Alper Uludağ (* 1990), türkisch-belgischer Fußballspieler

## Städtepartnerschaften
Heusden-Zolder ist Partnerstadt der sauerländischen Stadt Brilon und der nordhessischen Stadt Bad Arolsen.